# Икациновые
Икациновые (лат. Icacinaceae) — семейство двудольных растений, согласно системе APG IV входящее в порядок Икациноцветные, в системе классификации Кронквиста входит в порядок Бересклетоцветные.

## Биологическое описание
Представители семейства — небольшие деревья, кустарники и лианы с простыми, очередными, реже супротивными цельными или лопастными листьями без прилистников.
Цветки икациновых собраны в сложные, пазушные, реже верхушечные, метельчатые, колосовидные или зонтичные соцветия. У некоторых представителей наблюдается каулифлория.
Плоды костянковидные, округлые или эллиптические, односемянные, с мясистым, волокнистым или сухим, деревянистым околоплодником.

## Палеонтология
Цветы икациновых были найдены в раннеэоценовом уазском янтаре. Одно из наиболее обильных и распространенных семейств растений, найденных в лондонской глине (London Clay Fm) (эоцен).

## Классификация
В современной системе APG IV (2016) в семейство включено 27 родов:
1. Alsodeiopsis Oliv.
2. Calatola Standl.
3. Casimirella Hassl.
4. Cassinopsis Sond.
5. Desmostachys Planch. ex Miers
6. Emmotum Desv. ex Ham.
7. Hosiea Hemsl. & E.H.Wilson
8. Icacina A.Juss. typus
9. Iodes Blume
10. Lavigeria Pierre
11. Leretia Vell.
12. Mappia Jacq.
13. Mappianthus Hand.-Mazz.
14. Merrilliodendron Kaneh.
15. Miquelia Meisn.
16. Natsiatopsis Kurz
17. Natsiatum Buch.-Ham. ex Arn.
18. Oecopetalum Greenm. & C.H.Thomps.
19. Ottoschulzia Urb.
20. Phytocrene Wall.
21. Pittosporopsis Craib
22. Platea Blume
23. Pleurisanthes Baill.
24. Pyrenacantha Hook. ex Wight
25. Rhyticaryum Becc.
26. Sarcostigma Wight & Arn.
27. Stachyanthus Engl.

Синонимы семейства:
- Emmotaceae Tiegh.
- Iodaceae Tiegh.
- Phytocrenaceae Arn. ex R.Br.
- Pleurisanthaceae Tiegh.
- Sarcostigmataceae Tiegh.

### Таксономическое положение[3]
- Icacinaceae Miers, 1851, Ann. Mag. Nat. Hist., ser. 2 8: 174